# Église Notre-Dame-de-l'Assomption de Neuilly-Plaisance
L'église Notre-Dame-de-l'Assomption de Neuilly-Plaisance est une église paroissiale de Seine-Saint-Denis, dévolue au culte catholique. Elle est dédiée à l'Assomption de Marie et dépend du diocèse de Saint-Denis. Elle est bâtie sur le plateau d'Avron.

## Historique

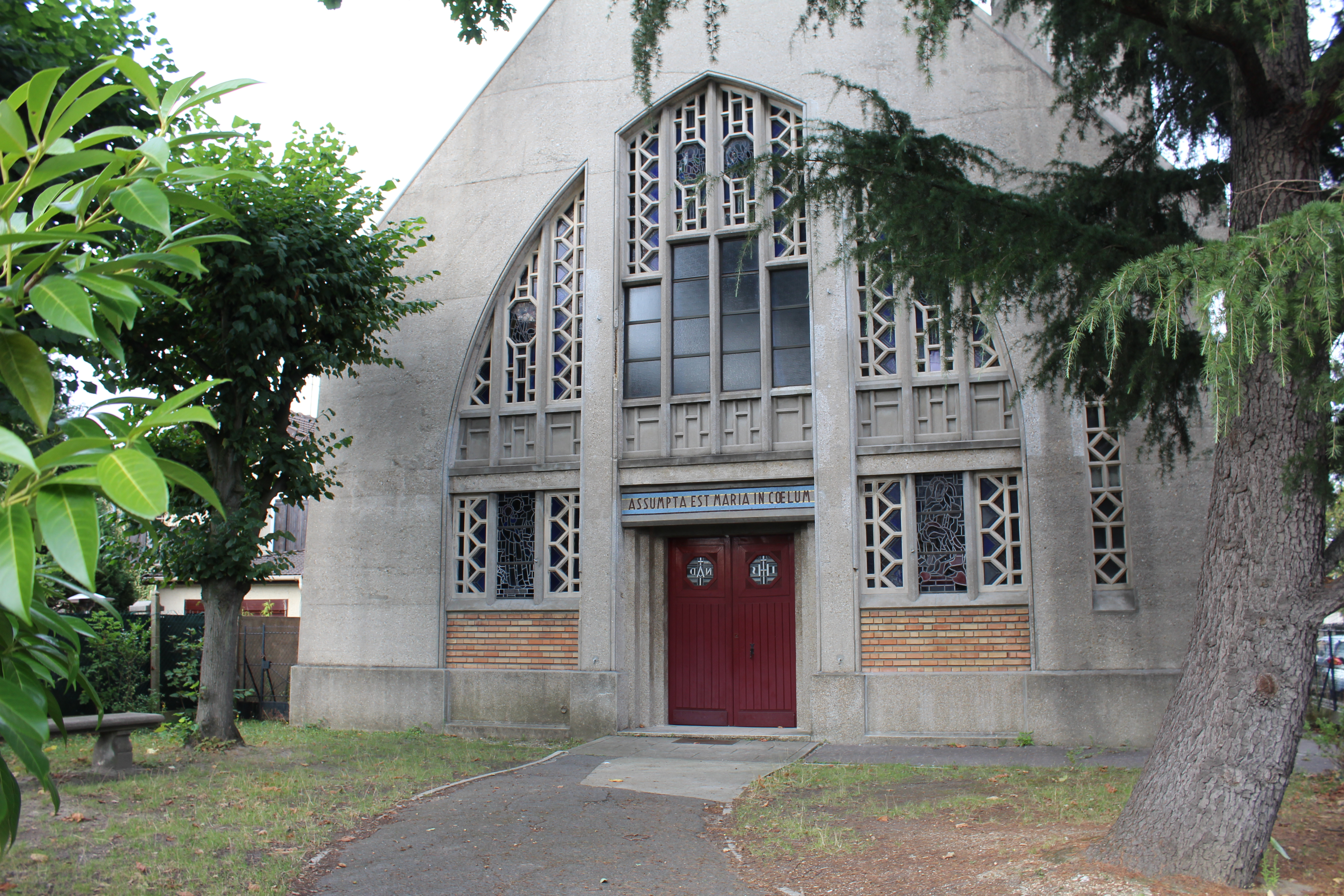
L'entrée de l'église.

Au début du XXe siècle, il n'y avait pas une seule église sur le plateau d'Avron, pourtant voué depuis le XVIIe siècle à sainte Marie. Un hameau à cet endroit disparut, victime de la construction d’un château, entre 1634 et 1649.
En 1926, l'abbé Ernest Laforge parvient à convaincre Mgr Gibier, évêque de Versailles, d'édifier une église à cet endroit.
En 1928, un terrain boisé avec une mare fut cédé à l'évêché pour une somme quasi symbolique. Une souscription auprès de tous les habitants permet de lever les fonds nécessaires. Henri Cornus, architecte local, en entreprit les travaux en 1932.
Or, dans les années 1930, la ceinture rouge, ensemble des villes à mairie communiste (PCF principalement) étendait son emprise autour de Paris depuis une dizaine d'années. L'Église souhaitait donc rechristianier la banlieue parisienne, et cet édifice, bien que ne faisant pas partie des constructions de l'Œuvre des Chantiers du Cardinal, en anticipe les efforts.
Appelée aussi Notre-Dame d'Avron, cette église devient la paroisse de Neuilly-Plaisance en 1958.

## Présentation

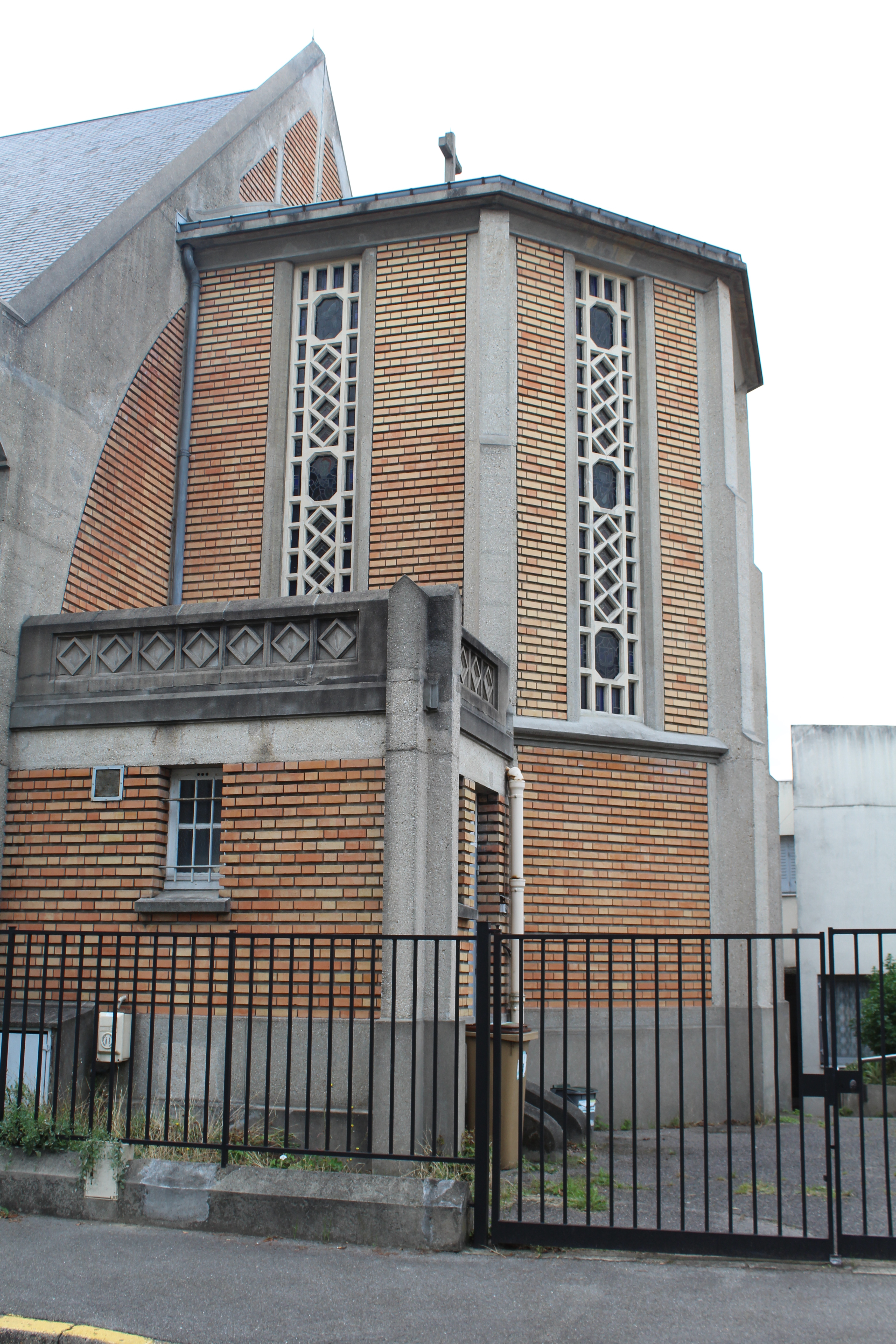
Le chevet de l'église.

C'est un bâtiment de plan allongé, orienté au nord-est.
L'édifice, au style architectural proche de celui de l'église Notre-Dame du Raincy[réf. nécessaire], est construit en briques et béton armé, percé d'ouvertures constituées de verrières, réalisées par Louis Barillet, avec claustras en béton.
Le clocher est flanqué de deux clochetons, et surmonté d'une flèche de base quadrangulaire.
Le Chemin de croix, les fonts baptismaux et le bénitier ont été réalisés en mosaïque par Léon Guillemaind. La statue de la Vierge est due à Georges Serraz, et celles de saint Joseph et du Sacré-Cœur à Charles Jacob.
Devant l'église se trouve un chêne planté en 1880, en souvenir d'une bataille survenue à cet endroit pendant la guerre de 1870.